# Ясміна Сандоз
Ясміна Сандоз (нар. 31 жовтня 1975 року) — швейцарсько-маврикійська політикиня, підприємиця та екологічна активістка. Відома своєю діяльністю в галузі сталого дерев'яного будівництва, цифрових інновацій і просування різноманітності у суспільному дискурсі.

## Ранні роки та освіта
Сандоз народилася в родині маврикійця і франко-полячки. Вивчала міжнародний бізнес в Університеті Лілля, включно зі стажуванням у Пфорцгаймі, здобула ступінь магістра у 1999 році. Пізніше пройшла післядипломне навчання з політичної екології в Лозаннському університеті та цифрових комунікацій в Лозаннській школі готельного бізнесу.

## Кар'єра
Сандоз розпочала свою кар'єру в автомобільній галузі, зокрема в Volkswagen, де працювала над брендингом і платформеною комунікацією. Пізніше обіймала посаду в державному секторі у відділі економічного розвитку та туризму департаменту Вогези у Франції.
Переїхавши до Швейцарії, Сандоз долучилася до місцевої політики й була обрана муніципальною радницею в Екюблані (кантон Во), представляючи Зелену партію Швейцарії.
Сандоз також є виконавчою директоркою міжнародної сімейної компанії з дерев'яного будівництва, яка просуває принципи низьковуглецевого будівництва та циркулярної економіки. Компанія відома використанням неінвазивної діагностики для оцінки історичних дерев'яних конструкцій і участю в реставраційних проєктах, таких як Заборонене місто та Собор Паризької Богоматері.
Сандоз також активна в галузі технологій та кібербезпеки, підтримуючи проєкти щодо захисту біометричних даних, включаючи системи аутентифікації за венозним малюнком.

## Громадська діяльність
Сандоз виступає за права жінок і меншин та є учасницею колективу «Noircir Wikipédia», що прагне посилити африканську та афродіаспорну присутність у Вікіпедії.
Вона регулярно бере участь у конференціях і виставках, присвячених сталому розвитку, особливо в дерев'яному будівництві.

## Визнання
Сандоз включено до списку найвпливовіших жінок у сфері деревобудівництва за версією галузевого журналу «Filière Bois».